# إميلين (لاعب كرة قدم)
إميليو ألونسو لارازابال المعروف غالبًا باسم إميلين، (25 مايو 1912 - 29 ديسمبر 1989) لاعب كرة قدم باسكي من شمال إسبانيا لعب كمهاجم.

## حياة مهنية
بدأ إميلين مسيرته المهنية في نادي أريناس جيتشو في عام 1929. في سن الـ21 أصبح معروفًا بأنه أحد أفضل المهاجمين في كرة القدم الإسبانية. انضم إلى ريال مدريد في عام 1933، والذي كان يسمى في ذلك الوقت نادي مدريد لكرة القدم، وكان لديه الحظ في اللعب مع لاعبين عظماء آخرين مثل زامورا، وسييريكو، وكينكوسيس، ولويس ريجويرو، وبيدرو ريجويرو، ولازكانو، وليكوي، وسانيودو، وليونسيتو، وإسبارزا، الذين شكلوا معًا أحد أفضل الفرق على الإطلاق في تاريخ ريال مدريد. مع هذا الفريق فاز إيميلين بالدوري الإسباني مرتين. لعب مع ريال مدريد لمدة ثلاث سنوات بين عامي 1933 و1936، وسجل 16 هدفًا في 42 مباراة رسمية.
تم اختياره للعب مع المنتخب الإسباني في مناسبتين في عام 1936. أقيمت أول مباراة له مع إسبانيا في مدريد ضد النمسا، ومباراته الثانية ضد ألمانيا في برشلونة.
في عام 1937 تم تعليق الدوري الإسباني بسبب الحرب الأهلية الإسبانية. وفي مكانه تم اختيار إميلين ليكون جزءًا من المنتخب الوطني الباسكي في جولته الأوروبية. لاحقًا، في موسم 1938-1939، لعب لصالح نادي CD Euzkadi في المكسيك، قبل أن ينتقل إلى نادي سان لورينزو دي ألماجرو في الأرجنتين لموسم 1939-1940. في عام 1940 عاد إلى المكسيك للانضمام إلى نادي إسبانيا. وفي وقت لاحق أصبح المدير الفني للفريق.

## الحياة الشخصية
وُلِد إميلين في لاس أريناس، بيسكاي، في إقليم الباسك في شمال إسبانيا.
تزوج من كارميلا جونزاليس في المكسيك وأنجب منها ثلاثة أطفال، إميليو، ومايو، وريكاردو. بعد اعتزاله كرة القدم أصبح مالكًا لشركة طباعة في مدينة مكسيكو.
وكان شقيقه سانتوس إميلين لارازابال أيضًا لاعب كرة قدم محترف.

## الأوسمة
ريال مدريد
- كأس ملك إسبانيا مرتين
- 6 أبطال مانكومونادوس

## روابط خارجية
- سيرة إيميلين على الموقع الرسمي لنادي ريال مدريد (بالإسبانية)
- ملف إميليو ألونسو لارازابال الشخصي في BDFutbol